# تام جنینگز (بازیکن کریکت)
توماس شپرد جنینگز (انگلیسی: Thomas Shepherd Jennings؛ ۳ نوامبر ۱۸۹۶ – ۷ سپتامبر ۱۹۷۲) یک بازیکن کریکت اهل بریتانیا بود.